# 398 Dywizja Strzelecka (ZSRR)
398 Dywizja Strzelecka (ros. 398-я стрелковая дивизия) – związek taktyczny (dywizja) piechoty Armii Czerwionej.
Sformowana w czasie II wojny światowej, w 1941, na Zakaukaziu. Walczyła przeciw niemieckim najeźdźcą na Krymie, poniosła znaczne straty. Została rozwiązana.